# Zapletka maczugowata

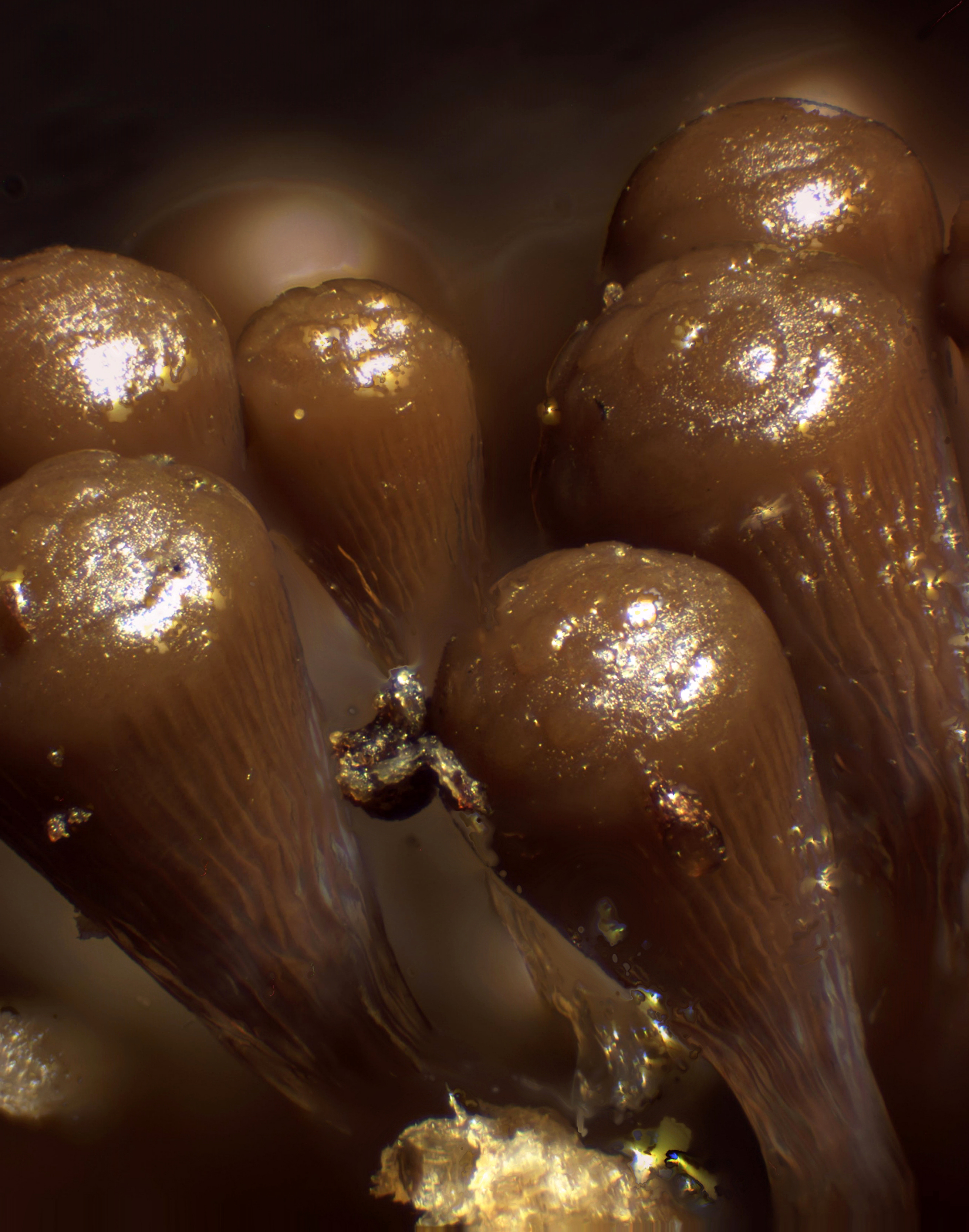
Dojrzewające zarodnie

Zapletka maczugowata (Hemitrichia clavata (Pers.) Rostaf.) – gatunek śluzowców.

## Systematyka i nazewnictwo
Pozycja w klasyfikacji według Index Fungorum: Hemitrichia, Trichiaceae, Trichiida, Incertae sedis, Myxogastrea, Mycetozoa, Amoebozoa, Protozoa.
Po raz pierwszy zdiagnozował go w 1794 r. Christiaan Hendrik Persoon nadając mu nazwę Trichia clavata. Obecną, uznaną przez Index Fungorum nazwę nadał mu Józef Rostafiński w 1873 r.
Synonimy:

- Arcyria clavata (Pers.) Massee 1892
- Hemiarcyria clavata (Pers.) Rostaf. 1875
- Hemiarcyria clavata (Pers.) Rostaf. 1875 var. clavata
- Hemitrichia clavata (Pers.) Rostaf., 1873 var. clavata
- Hyporhamma clavatum (Pers.) Lado 2001
- Trichia clavata Pers. 1794
- Trichia clavata Pers. 1794 var. clavata

Nazwa polska na podstawie opracowania Świat śluzowców, grzybów i mszaków Wigierskiego Parku Narodowego.

## Morfologia
Hemitrichia clavata tworzy zarodnie na szypułkach, wyrastające pojedynczo lub w gęstych grupach. Mają kształt od kulistego do gruszkowatego, barwę od złocistożółtej do brązowooliwkowej, są jaśniejsze w kierunku wierzchołka. Powierzchnia błyszcząca, wysokość wraz z szypułką od 1 do 3 mm. Główka zarodni o wysokości 0,7–1,5 mm i szerokości 0,5–1,8 mm.
Błoniasta powierzchnia lężni o barwie czerwonawo-brązowej, nieregularnie otaczająca podstawę szypułki. Szypułka ciemnobrązowa u podstawy, jaśniejsza w kierunku zarodni i stopniowo w nią przechodząca. W świetle przechodzącym wydaje się brązowa. Ma długość 0,3–1,5 mm, grubość około 0,2 mm. Wewnątrz posiada torbiele o wielkości około 10–20 μm, przypominające zarodniki.
Ściana zarodni otwiera się nieregularnie w górnej części, od ½ do ⅔ zarodni pozostaje nieotwarte. W świetle przechodzącym perydium wydaje się bladożółte. Ma cienkie i ściśle przylegające brodawki, czasami ornamentację w postaci siatki. Włośnia rozgałęziona. elastyczna, po wyjściu z zarodni luźna, o włóknach o barwie od bladożółtej do miodowożółtej w świetle przechodzącym. Charakterystyczną cechą jest występowanie na włóknach włośni 5–6 dobrze widocznych spiralnych pasm oraz bardzo drobnych kolców, wskutek czego brzeg włośni jest jaśniejszy. Włośnia tworzy gęstą sieć w postaci siatki z kilkoma wolnymi końcami. Grubość włókien 4–7 μm.
Zarodniki w masie żółte do miodowożółtych. Mają powierzchnię o ornamentacji w postaci drobnej siatki i posiadają drobną brodawkę. Kształt od kulistego do półelipsoidalnego, średnica 7–10 μm.
Plazmodium białe.

## Występowanie i siedlisko
Jest to pospolity gatunek śluzowca, szeroko rozprzestrzeniony w całej strefie klimatu umiarkowanego. Podawane przypadki jej występowania w klimacie tropikalnym często wynikają z mylenia jej z zapletką kieliszkowatą. Rozwija się na rozkładającym się drewnie, głównie twardych drzew. Pojawia się nawet po dłuższych okresach suchej pogody.

## Gatunki podobne
Bardzo podobna jest zapletka kieliszkowata (Hemitrichia calyculata). Pewne rozróżnienie tych gatunków możliwe jest tylko przez mikroskop. Zapletka kieliszkowata odróżnia się budową włośni (nierozgałęziona i bez kolców), wielkością i powierzchnią zarodników (kolczasta).